# Tryffeldyvel
Tryffeldyvel (Odonteus armiger) är en skalbaggsart som beskrevs av Giovanni Antonio Scopoli 1772. Tryffeldyvel ingår i släktet Odonteus och familjen Bolboceratidae. Arten är reproducerande i Sverige. Inga underarter finns listade i Catalogue of Life.

## Bildgalleri

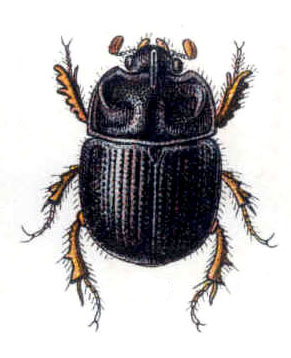